# مراح الشوك
مراح الشوك هي إحدى القرى اللبنانية من قرى قضاء راشيا في محافظة البقاع.
وقد تكون التسمية نظرا لكثافة وجود الشوك في تلك البقعة.